# Edwin D. Morgan
Edwin D. Morgan (ur. 8 lutego 1811 w Waszyngtonie w stanie Massachusetts zm. 14 lutego 1883) – amerykański polityk.
Od 1859 do 1862 roku Edwin D. Morgan był gubernatorem Nowego Jorku. Był pierwszym i najdłużej działającym przewodniczącym Republikańskiego Komitetu Narodowego (1856-1876) oraz senatorem stanowym i amerykańskim (1856-1876). Zmarł 14 lutego 1883 roku. Jako gubernator Morgan zredukował zadłużenie państwa, zwiększył efektywność i skuteczność więzień, towarzystw ubezpieczeniowych i organizacji charytatywnych. Podczas wojny domowej Morgan pomógł wyposażyć ponad 200 000 żołnierzy Unii